# مورچه‌گیرک ریو سونو
مورچه‌گیرک ریو سونو (نام علمی: Myrmotherula sunensis) نام یک گونه از سرده مورچه‌گیرک‌ها است.